# Infinity Ward
Infinity Ward je americké vývojářské studio společnosti Activision. Založili jej v roce 2002 Vince Zampella, Grant Collier a Jason West, bývalí vývojáři ze společnosti 2015, Inc., kteří vyvinuli hru Medal of Honor: Allied Assault. V roce 2003 vyšla pro osobní počítače první hra studia, střílečka z období druhé světové války nazvaná Call of Duty. Nato koupila celé studio společnost Activision, jež do té doby vlastnila 30 %. Infinity Ward za svou existenci vyvinulo v sérii Call of Duty celkem devět her, přičemž posledními z nich jsou reboot Modern Warfare a jeho pokračování.
Spoluzakladatel studia Collier z něho odešel na začátku roku 2009 a přešel k mateřské společnosti Activision. V roce 2010 byli West a Zampella propuštěni Activisionem za „porušení smlouvy a nekázeň“, brzy nato založili herní studio Respawn Entertainment. Dne 3. května 2014 bylo vývojářské studio Neversoft sloučeno do Infinity Ward.

## Historie
Studio Infinity Ward založili v roce 2002 Grant Collier, Jason West a Vince Zampella jako divizi společnosti Activision. Bylo založeno několika vývojáři z 2015, Inc., kteří pro společnost Electronic Arts vyvinuli úspěšnou hru Medal of Honor: Allied Assault (2002). Collier, West a Zampella byli nespokojeni se stávající smlouvou, kterou měli s Electronic Arts, a rozhodli se spojit s Activisionem. Pod ním založili studio Infinity Ward, jež se stalo jedním z hlavních studií v rámci Activisionu vyvíjející konkurenční sérii Call of Duty. Společnost Activision nejprve poskytla studiu Infinity Ward 1,5 milionu dolarů, aby mělo finanční prostředky na vývoj první hry Call of Duty, čímž v něm zároveň získala 30 % podíl. Po úspěšném uvedení titulu na trh v roce 2003 získala nad studiem 100 % kontrolu. V tomto období mělo studio asi 25 zaměstnanců, přičemž většina z nich dříve pracovala ve společnosti 2015. Activision dal studiu Infinity Ward velkou volnost při vývoji svých titulů.
Krátce po vydání hry kontaktovala společnost Microsoft Activision a zeptala se jej, zda by bylo možné vydat titul Call of Duty na jejich připravovanou konzoli Xbox 360. Studio Infinity Ward souhlasilo, že připraví hru Call of Duty 2 k vydání v posledním čtvrtletí roku 2005. Collier uvedl, že díky této žádosti už nebudou vývojáři her pouze pro osobní počítače, a tak, aby zajistili, že verze pro konzole bude na stejné úrovni, ztrojnásobili počet svých zaměstnanců na přibližně 75 osob. Hra Call of Duty 2 zaznamenala velký úspěch; měla 85 % podíl na prodeji nových konzolí Xbox 360 a v prvním roce se jí prodalo 1,4 milionu kusů. V tomto okamžiku přizvala společnost Activision Treyarch, jedno ze svých interních studií, aby pomohlo s vývojem dalších her v sérii Call of Duty. Infinity Ward věnovalo čas a úsilí vylepšení svého herního enginu pro připravovanou hru, přičemž Treyarch využil a předělal engine prvního dílu k vytvoření vlastního titulu. Treyarch vyvinul pokračování Call of Duty 3 a Infinity Ward vyvinulo díl Call of Duty 4: Modern Warfare, jenž se neodehrával za druhé světové války, ale v současnosti v době konfliktu mezi světovými velmocemi. V době vydání hry Modern Warfare mělo studio Infinity Ward více než 100 zaměstnanců.

### Propouštění a odchody zaměstnanců v roce 2010
Po kriticky i finančně úspěšném vydání hry Call of Duty 4: Modern Warfare v roce 2007 zahájili Jason West (prezident, spoluředitel a technický ředitel) a Vince Zampella (generální ředitel) jednání o nové smlouvě se společností Activision. Slíbili, že v roce 2009 bude připravena k vydání hra Call of Duty: Modern Warfare 2, ale výměnou za to požadovali extrémně vysoké bonusy a tvůrčí kontrolu nad celou sérií. Společnost Activision souhlasila, do smlouvy však přidala klauzuli, že pokud budou propuštěni, práva na Call of Duty připadnou zpět Activisionu.
Po uzavření smlouvy v roce 2008 začala společnost Activision hledat důvody k propuštění Westa a Zampelly, aby se uplatnila nová klauzule. To následně vedlo Westa a Zampellu k hledání způsobu, jak omezit kontrolu Activisionu nad studiem Infinity Ward. Události vyvrcholily v únoru 2010, kdy si Activision najal právnickou firmu, aby vyšetřila studio Infinity Ward. Dne 1. března 2010 byli West a Zampella propuštěni společností Activision za „nekázeň“ a přišli o vyjednané bonusy. V dubnu téhož roku pak dvojice založila nezávislé studio Respawn Entertainment, jež úzce spolupracovalo se společností Electronic Arts na dosud neoznámeném projektu. Několik desítek zaměstnanců Infinity Ward v následujících měsících podalo výpověď a mnozí z nich nastoupili na pozice ve studiu Respawn.
Westa a Zampellu na jejich pozicích dočasně nahradili technický ředitel společnosti Activision Steve Pearce a šéf produkce Steve Ackrich. V listopadu 2010 Activision dosadil do studia Infinity Ward nové vedení. Předseda představenstva a generální ředitel společnosti Vivendi Jean-Bernard Lévy k tomu prohlásil, že Infinity Ward „překonalo“ své problémy a je plně rekonstruováno a že je Activision s výsledkem velmi spokojen. Dále uvedl, že na sérii Call of Duty budou pracovat tři studia včetně nově vzniklého Sledgehammer Games.
Po odchodu Westa a Zampelly bylo podáno několik žalob. Dvojice sama nejprve krátce po svém propuštění podala žalobu na společnost Activision, aby získala zpět „značné licenční poplatky“, které jim Activision nevyplatil v týdnech předcházejících jejich propuštění a které se odhadovaly na 36 milionů dolarů; tato částka nakonec do května 2012 vzrostla na více než 1 miliardu dolarů, jak vyplývá ze zpráv společnosti Activision pro Komisi pro cenné papíry a burzu. Activision podal v dubnu 2010 na dvojici protižalobu. Své kroky k jejich propuštění označil za oprávněné a tvrdil, že se jedná o „zištné intrikány“. V prosinci 2010 společnost Activision žalobu upravila a zahrnula do ní i společnost EA. Uvedla, že její konkurent spolupracoval s Westem a Zampellou s cílem „destabilizovat, narušit a ... zničit studio Infinity Ward“, a požadovala odškodné ve výši 400 milionů dolarů. Mimo jiné několik bývalých a současných členů studia Infinity Ward žalovalo pod názvem „Infinity Ward Employee Group“ (IWEG) společnost Activision o 75 až 125 milionů dolarů za nevyplacené bonusy za práci na hře Modern Warfare 2 a dalších 75 až 500 milionů dolarů za sankční odškodnění. Nakonec se Activision do května 2012 dohodl s IWEG na vyrovnání ve výši 42 milionů dolarů, zatímco mezi společnostmi Activision a EA a mezi Activisionem, Westem a Zampellou došlo k soukromým vyrovnáním.

### Odchod Roberta Bowlinga v roce 2012
Dne 27. března 2012 vydal Robert Bowling na svém twitterovém účtu následující prohlášení: „Dnes rezignuji na svou pozici kreativního stratéga hry Call of Duty, vedoucího pracovníka studia Infinity Ward a zaměstnance společnosti Activision.“ Společnost Activision v reakci na to vydala následující prohlášení: „Upřímně děkujeme Robertovi za jeho dlouholetou službu. Byl důvěryhodným a ceněným členem týmu Infinity Ward. Přejeme mu vše nejlepší při jeho rozhodnutí věnovat se budoucím příležitostem“. Bowling údajně odešel, protože byl nespokojen se směřováním hry, neboť na otázku na toto téma odpověděl slovy: „Příliš mnoho střílení, málo nového“.
Náznaky neshod mezi Bowlingem a studiem Infinity Ward se objevily v živém rozhovoru pro Machinimu, když prohlásil následující: „Mám pocit, že se nacházíme v zasrané éře, kdy se všichni tolik soustředí na počty předplatitelů a na všechny tyhle věci. Připadá mi, že se musíme vrátit k tomu, co jsme dělali mnohem lépe za starých časů, tedy k prosté dobré vůli, jako jsou například aktualizace LAN. Ano, má to nižší prioritu, ale pojďme to kurva vyrobit. Prostě to udělejme.“ I toto prohlášení mohlo přispět k jeho rezignaci. Dalším faktorem mohlo být množství ostré kritiky, kterou Bowling obdržel na Twitteru od fanoušků a hráčů.

### Fúze se studiem Neversoft a další expanze
V květnu 2014 bylo vývojářské studio Neversoft sloučeno do studia Infinity Ward a společně vytvořily jedno „superstudio“ poté, co spolupracovaly na vývoji hry Call of Duty: Ghosts. Vedoucí Neversoftu Joel Jewett a jeho ředitel Scott Pease odešli krátce po dokončení fúze do důchodu.
Studio Infinity Ward od roku 2021 provozuje pobočky v Kalifornii, Texasu, Polsku a Mexiku. Studio v polském Krakově bylo otevřeno v prosinci 2017. Studio slouží jako výzkumné a vývojové centrum a vede ho hlavní renderovací inženýr Michal Drobot. Podílelo se na kompletním předělání enginu IW pro reboot Modern Warfare z roku 2019 a Call of Duty: Warzone. V říjnu 2021 otevřelo studio Infinity Ward novou pobočku v texaském Austinu.

## Vyvinuté tituly
| Rok  | Název                           | Engine    | Platformy                                                                   | Vydavatel  | Poznámky                                     |
| ---- | ------------------------------- | --------- | --------------------------------------------------------------------------- | ---------- | -------------------------------------------- |
| 2003 | Call of Duty                    | id Tech 3 | Microsoft Windows, macOS, PlayStation 3 a Xbox 360                          | Activision | Pro macOS vydala společnost Aspyr            |
| 2005 | Call of Duty 2                  | IW 2.0    | Microsoft Windows, macOS a Xbox 360                                         | Activision | Pro macOS vydala společnost Aspyr            |
| 2007 | Call of Duty 4: Modern Warfare  | IW 3.0    | Microsoft Windows, macOS, PlayStation 3, Xbox 360 a Wii                     | Activision | Verzi pro Wii vyvinulo studio Treyarch       |
| 2009 | Call of Duty: Modern Warfare 2  | IW 4.0    | Microsoft Windows, macOS, PlayStation 3 a Xbox 360                          | Activision |                                              |
| 2011 | Call of Duty: Modern Warfare 3  | IW 5.0    | Microsoft Windows, macOS, PlayStation 3, Xbox 360 a Wii                     | Activision | S vývojem pomáhalo studio Sledgehammer Games |
| 2013 | Call of Duty: Ghosts            | IW 6.0    | Microsoft Windows, PlayStation 3, PlayStation 4, Xbox 360, Xbox One a Wii U | Activision | Verzi pro Wii U vyvinulo studio Treyarch     |
| 2016 | Call of Duty: Infinite Warfare  | IW 7.0    | Microsoft Windows, PlayStation 4, Xbox One                                  | Activision |                                              |
| 2019 | Call of Duty: Modern Warfare    | IW 8.0    | Microsoft Windows, PlayStation 4, Xbox One                                  | Activision |                                              |
| 2020 | Call of Duty: Warzone           | IW 8.0    | Microsoft Windows, PlayStation 4, Xbox One                                  | Activision | S vývojem pomáhalo studio Raven Software     |
| 2022 | Call of Duty: Modern Warfare II | IW 9.0    | Microsoft Windows, PlayStation 4, PlayStation 5, Xbox One a Xbox Series X/S | Activision |                                              |
| 2022 | Call of Duty: Warzone 2.0       | IW 9.0    | Microsoft Windows, PlayStation 4, PlayStation 5, Xbox One a Xbox Series X/S | Activision | S vývojem pomáhalo studio Raven Software     |